# 基督教聖人列表
这是基督教聖人的不完全的列表，依基督徒姓名（若有必要的话以姓名中的姓、地名或定语）的首字母顺序排列。
总共有超过10,000名被天主教会列圣（宣圣）的圣人和宣福（beatified）的真福者。在东正教会和东方正统教会中，其数目还要更多，因为并没有“宣圣”（canonization）的固定程序，且在这两个教会中每个单一的治权均独立保有仅部分重叠的地位相当的圣人列表。
注意到圣公会只宣圣过一位圣人——查理一世（见殉道国王查理会（Society of King Charles the Martyr））。但是，它和联合循道公会（United Methodist Church）都承认宗教改革以前的圣人。过有名的神圣生活或有传教热心的生活之人皆被包括在经本（Prayer Book）的历书（Calendar）中，“而并不因此将其列入或赞为教会的圣人”。同样，在信义宗圣人历书（Calendar of Saints (Lutheran)
圣人历（calendar of saints）条目列明了圣人传统上受敬礼的日期，而圣人和真福者编年列表（Chronological list of saints and blesseds）条目则以其去世日期列表。
由于天主教会、圣公会、东正教会等在中国及其他使用中文的地区传教时间和途径不同，故对同样的圣人名称有不同的传统译法。兹罗列其各自传统译名如下。有些译名中原为地名者被传统译法译成人名的一部分，并得到广泛使用，为尊重传统计，兹将此等及类似译名列于准确译名后的括号内。

## 分列表索引
基督教聖人列表：